# Spēlmaņu nakts gada aktieris
Spēlmaņu nakts gada aktieris és un premi anual atorgat al millor actor de teatre.

## Historial
| Any  | Guanyador/a          | Obra                                                               | Teatre                      |
| ---- | -------------------- | ------------------------------------------------------------------ | --------------------------- |
| 1994 | Ģirts Ķesteris       | Spoku sonāte, Ferdinando                                           | Teatre Dramàtic de Valmiera |
| 1995 | Ivars Puga           | Salemas raganas                                                    | Teatre Nacional de Letònia  |
| 1996 | Armands Reinfelds    | Kā lēna un mierīga upe ir atgriešanās                              | Teatre Nou de Riga          |
| 1997 | Jakovs Rafalsons     | Nāves deja                                                         | Teatre Rus de Riga          |
| 1998 | Tālivaldis Lasmanis  | Ivanovs, Varkaļu pagasta skolotājs, Kamīnā klusi dzied vējš        | Teatre Dramàtic de Valmiera |
| 1999 | Juris Bartkevičs     | Paula kungs, ART                                                   | Teatre Dailes, Mūris        |
| 1999 | Ivars Stonins        | Kaupēn, mans mīļais!                                               | Teatre de Liepāja           |
| 2000 | Rūdolfs Plēpis       | Sapņu spēles jeb Dvēseles kumēdiņi                                 | Teatre de Daugavpils        |
| 2001 | Jakovs Rafalsons (2) | Skapēna blēdības                                                   | Teatre Rus de Riga          |
| 2002 | Aigars Vilims        | Tumšie brieži, Pazudušais dēls                                     | Teatre Dramàtic de Valmiera |
| 2003 | Uldis Dumpis         | Dzelzszāle, Ienesīgā vieta                                         | Teatre Nacional de Letònia  |
| 2004 | Ivars Puga (2)       | Kam no Vilka kundzes bail?                                         | Teatre Nacional de Letònia  |
| 2005 | Andris Keišs         | Latviešu stāsti, Mēnesis uz laukiem, Līze Luīze                    | Teatre Nou de Riga          |
| 2006 | Gundars Āboliņš      | Soņa, Ledus. Kolektīva grāmatas lasīšana ar iztēles palīdzību Rīgā | Teatre Nou de Riga          |
| 2006 | Artūrs Skrastiņš     | Spilvencilvēks, Naži vistās                                        | Teatre Dailes               |
| 2007 | Egons Dombrovskis    | CV (Tēvocis Vaņa), Killera dienasgrāmata, Sniegbaltītes skola      | Teatre de Liepāja           |
| 2008 | Juris Lisners        | Jūdas skūpsts, Smiltāju mantinieki (Mājās)                         | Teatre Nacional de Letònia  |
| 2009 | Vilis Daudziņš       | Vectēvs                                                            | Teatre Nou de Riga          |
| 2010 | Kaspars Znotiņš      | Ziedonis un visums                                                 | Teatre Nou de Riga          |
| 2011 | Andris Keišs (2)     | Otello                                                             | Teatre Nou de Riga          |
| 2012 | Ģirts Krūmiņš        | Oblomovs, Vigīlija. Sapnis par nomodu                              | Teatre Nou de Riga          |
| 2013 | Artūrs Skrastiņš (2) | Finita la comedia!                                                 | Teatre Dailes               |
| 2014 | Dainis Grūbe         | Izraidītie, M. Butterfly                                           | Teatre Dailes               |